# Ело рејтинг
Ело рејтинг је математичка метода за израчунавање релативних нивоа вештина играча у играма са нултом сумом као што су шах или еспорт. Име је добио по свом творцу Арпаду Елу, мађарско-америчком шаховском мајстору и професору физике.
Ело систем је изумљен да би побољшао систем рејтинга у шаху у односу на претходно коришћени Харкнесов систем. Поред шаха, Ело рејтинг се може користи као систем рејтинга у фудбалу, америчком фудбалу, бејзболу, кошарци, билијару, разним друштвеним играма и е-спортовима, а од недавно и у великим језичким моделима.
Разлика у рејтингу између два играча служи као прогноза исхода једног шаховског меча. Очекује се да два играча са једнаким рејтингом, који играју један против другог, постигну једнак број победа. Очекује се да ће играч чији је рејтинг 100 поена већи од противниковог имати 64% вероватноће у победу; ако је разлика 200 поена, онда је 76% вероватноћа да ће боље рангирани играч победити.
Ело рејтинг играча је број који се може променити у зависности од исхода одиграних и оцењених шаховских партија. После сваке игре, победник узима поене од губитника. Разлика између оцена победника и губитника одређује укупан број освојених или изгубљених поена након игре. Ако победи играч са вишим рејтингом, онда ће се играчу са нижим рејтингом одузети само неколико поена рејтинга. Међутим, ако играч са нижим рејтингом постигне изненађујућу победу, он ће зарадити значајнију количину рејтинг поена. Играч са нижим рејтингом ће такође добити неколико поена ако ремизира са играчем који има виши рејтинг. То значи да овај систем рејтинга подразумева аутономно кориговање. Играчи чији су рејтинзи прениски или превисоки, требало би, на дужи рок, да постигну боље или лошије резултате него што систем рејтинга предвиђа. На тај начин, они добијају или губе поене рејтинга све док њихови рејтинзи не одразе њихову праву снагу у поређењу са осталим шахистима.

## Историја
Арпад Ело (1903 – 1992) био је шаховски мајстор и активни учесник Шаховске федерације Сједињених Држава (УСЦФ, енгл. United States Chess Federation - USCF) од њеног оснивања 1939. године. УСЦФ је до тада користио систем рејтинга шахиста којег је осмислио Кенет Харкнес.
У име УСЦФ, Арпад Ело је осмислио нови систем са поузданијом статистичком основом. Отприлике у исто време, Ђерђ Карољ (мађ. György Karoly) и Роџер Кук (енгл. Roger Cook) су независно развили систем заснован на истим принципима за Шаховски савез Новог Јужног Велса. 
Елов систем је заменио раније системе такмичарског награђивања системом заснованим на статистичкој процени. Системи рангирања за многе спортове додељују поене у складу са субјективним проценама „величине“ одређених достигнућа. На пример, освајање важног голф турнира може вредети произвољно пет пута више поена од освајања неког мање важног турнира. Статистички приступ, насупрот томе, користи модел који повезује резултате игре са основним варијаблама које представљају способност сваког играча.
Елова централна претпоставка била је да је шаховски учинак сваког играча у свакој партији нормално расподељена случајна променљива. Иако играч може да постигне знатно боље или лошије резултате од једне до друге партије шаха, Ело је претпоставио да се средња вредност учинка било ког играча споро мења током времена. Ело је сматрао да праву вештину играча чини средња вредност случајне променљиве играчевог учинка.
Даља претпоставка је неопходна јер шаховски учинак у горе наведеном смислу још увек није мерљив. Не може се посматрати низ потеза и извести број који представља вештину тог играча. Учинак се може закључити само на основу победа, ремија и пораза у партијама шаха. Стога се претпоставља да је играч који победи у игри играо на вишем нивоу од противника у тој игри. Супротно томе, претпоставља се да је играч који је изгубио играо на нижем нивоу. Ако се игра заврши нерешено, претпоставља се да су два играча играла на приближно истом нивоу.
Ело није прецизирао колико тачно треба да буду два рејтинга блиска да би се очекивао нерешен резултат, нити колико далеко треба да буду два рејтинга да би се очекивала победа или пораз. Заправо, вероватноћа нерешеног резултата зависи од разлике у учинку, тако да је ово последње више интервал поверења него било која детерминистичка граница. И док је сматрао да је вероватно да играчи могу имати различите стандардне девијације у односу на своје перформансе, Арпад Ело је направио поједностављујућу претпоставку о супротном.
Да би још више поједноставио израчунавање рејтинг шахиста, Ело је предложио једноставан метод процене варијабли у свом моделу (тј. праве вештине сваког шахисте). Релативно лако се може израчунати колико партија би се очекивало да шахисти победе на основу поређења њихових рејтинга са рејтинзима њихових противника. Рејтинг играча који је освојио више партија него што се очекивало био би увећан, док би рејтинг играча који је освојио мање партија него што се очекивало био умањен. Штавише, то прилагођавање је требало да буде линеарно пропорционално броју победа за које је играч премашио или пао у односу на очекивани број.
Из модерне перспективе, Елове поједностављујуће претпоставке нису неопходне јер је рачунарска снага данас јефтина и широко доступна. Неколико људи, а најзначајнији је Марк Гликман, предложили су коришћење софистициранијих статистичких модела за процену истих варијабли. Ипак, рачунска једноставност Ело система показала се као једна од његових највећих предности. Уз помоћ џепног рачунара, шахиста може израчунати са прецизношћу до једног поена какав ће бити његов следећи званични рејтинг.

### Спровођење Елове шеме
УСЦФ је имплементирао Елове сугестије 1960. и систем је убрзо стекао признање као праведнији и прецизнији од Харкнесовог система рангирања шахиста. Елов систем је усвојила Светска шаховска федерација (ФИДЕ) 1970. Ело је детаљно описао свој рад у књизи „Рејтинг шахиста у прошлости и садашњости“, први пут објављеној 1978.
Накнадни статистички тестови сугерисали су да шаховски учинак готово сигурно није распоређен као нормална дистрибуција, јер слабији играчи имају веће шансе за победу него што је Елов модел предвиђао. У упоређивању упарених података, често постоји врло мала разлика у томе да ли се претпоставља да су разлике у снагама играча нормално или логистички распоређене. Математички, међутим, логистичка функција је погоднија за рад него нормална расподела.

Развој Табеле очекиваних процентуалних варијанти детаљније је описао Ело: 
Нормалне вероватноће могу се директно узети из стандардних табела површина испод нормалне криве када се разлика у рејтингу изражава као резултат од a до z. Пошто је стандардна девијација σ појединачних перформанси дефинисана као 200 поена, стандардна девијација σ' разлика у перформансама постаје σ√2 или 282,84. Z-вредност разлике је тада D / 282.84 . Ово ће затим поделити површину испод криве на два дела: већи део који даје P за играча са вишим рејтингом и мањи део који даје P за играча са нижим рејтингом.

На пример, нека је D = 160 . Онда z = 160 / 282.84 = .566. Табела даје .7143 и .2857 као површине два дела испод криве. 

## Различити системи рејтинга
Фраза „Ело рејтинг“ се често користи да означи играчев шаховски рејтинг који израчунава ФИДЕ. Међутим, ова употреба може бити збуњујућа јер су Елове принципе усвојиле многе организације, укључујући УСЦФ (пре ФИДЕ) као и многе друге националне шаховске федерације. Ело рејтинг користе и онлајн шаховски сервери, укључујући Интернет шаховски клуб (ICC), Бесплатни интернет шаховски сервер (FICS), Lichess, Chess.com и Yahoo! Games. Свака организација има јединствену примену и ниједна од њих не прати прецизно Елове оригиналне предлоге.
Због тога је битно нагласти која организација додељује рејтинг неког шахисте. На пример: „У априлу 2018. године, Татев Абрахамјан је имао ФИДЕ рејтинг од 2366 и УСЦФ рејтинг од 2473.“ Ело рејтинзи ових различитих организација нису директно упоредиви, јер Ело рејтинзи мере резултате унутар затвореног скупа играча, а не као апсолутну вештину једног шахисте.

### ФИДЕ рејтинзи
За врхунске играче, најважнији рејтинг је њихов ФИДЕ рејтинг. ФИДЕ је објавила следеће листе:
- Од 1971. до 1980. године, објављивана је једна листа годишње.
- Од 1981. до 2000. године, објављиване су две листе годишње, у јануару и јулу.
- Од јула 2000. до јула 2009. године, објављиване су четири листе годишње, почетком јануара, априла, јула и октобра.
- Од јула 2009. до јула 2012. године, објављивано је шест листа годишње, почетком јануара, марта, маја, јула, септембра и новембра.
- Од јула 2012. године, листа се ажурира месечно.

Следећа анализа ФИДЕ рејтинг листе из јула 2015. говори о томе шта ФИДЕ рејтинг представља у смислу светског рангирања:
- 5.323 играча је имало активни рејтинг у распону од 2200 до 2299, што се обично повезује са титулом Кандидат мајстор.
- 2.869 играча је имало активни рејтинг у распону од 2300 до 2399, што се обично повезује са титулом ФИДЕ мајстора.
- 1.420 играча је имало активни рејтинг између 2400 и 2499, од којих је већина имала титулу међународног мајстора или међународног велемајстора.
- 542 играча је имало активни рејтинг између 2500 и 2599, од којих је већина имала титулу међународног велемајстора.
- 187 играча је имало активни рејтинг између 2600 и 2699, а сви су имали титулу међународног велемајстора.
- 40 играча је имало активни рејтинг између 2700 и 2799.
- 4 играча су имала активни рејтинг преко 2800. На пример, Магнус Карлсен је имао Ело рејтинг 2853, а 3 играча су имала рејтинг између 2814 и 2816.

Највиши икада постигнути ФИДЕ рејтинг био је 2882, којег је Магнус Карлсен имао на листи из маја 2014.

#### Оцена учинка
| {\displaystyle p} | {\displaystyle d_{p}} |
| ----------------- | --------------------- |
| 1,00              | +800                  |
| 0,99              | +677                  |
| 0,9               | +366                  |
| 0,8               | +240                  |
| 0,7               | +149                  |
| 0,6               | +72                   |
| 0,5               | 0                     |
| 0,4               | −72                   |
| 0,3               | −149                  |
| 0,2               | −240                  |
| 0,1               | −366                  |
| 0,01              | −677                  |
| 0,00              | −800                  |

Оцена учинка или рејтинг је хипотетичка оцена која би произашла из игара само једног турнира. Према „Алгоритму 400“, оцена учинка за шаховски турнир се израчунава на следећи начин:
1. За сваку победу, додајте на противников рејтинг плус 400,
2. За сваки пораз, одузмите на противников рејтинг минус 400,
3. И поделите ову суму са бројем одиграних утакмица.

Пример: 2 победе (противници w и x ), 2 пораза (противници y и z )
{\displaystyle {\begin{aligned}&{\frac {w+400+x+400+y-400+z-400}{4}}\\[6pt]&{\frac {w+x+y+z+400(2)-400(2)}{4}}\end{aligned}}}
Пример: Ако победите играча са Ело рејтингом од 1000:
{\displaystyle {\text{оцена  учинка}}={\frac {1000+400\times (1)}{1}}=1400}
Ако победите два играча са Ело рејтингом од 1000:
{\displaystyle {\text{оцена  учинка}}={\frac {2000+400\times (2)}{2}}=1400}
Ако ремизирате:
{\displaystyle {\text{оцена  учинка}}={\frac {1000+400\times (0)}{1}}=1000}
Ово је поједностављење, али нуди једноставан начин да се добије оцена учинка једног шахисте.
Међутим, ФИДЕ израчунава оцену учинка помоћу формуле:{\displaystyle {\text{оцена  учинка}}={\text{просек  рејтинга  противника}}+d_{p},}где се „разлика у рејтинзима“ {\displaystyle d_{p}} заснива на просечној оцени успеха играча на турниру {\displaystyle p}, који се затим користи као кључ у табели претраживања где {\displaystyle p} је једноставно број освојених поена подељен са бројем одиграних партија. У случају савршеног или никаквог резултата {\displaystyle d_{p}} је 800.

### Рејтинг уживо
ФИДЕ ажурира своју ранг листу на почетку сваког месеца. Насупрот томе, незванични „Рејтинг уживо“ (енгл. Live ratings) израчунава промену рејтинга играча након сваке одигране партије шаха. Ови Уживо рејтинзи се заснивају на претходно објављеним ФИДЕ рејтинзима, тако да је Уживо рејтинг играча намењен да одговара ономе што би ФИДЕ рејтинг био ако би ФИДЕ тог дана објавила нову листу.
Незваничне рејтинге уживо играча преко 2700 објављивао је Ханс Арилд Рунде на веб-сајту Live Rating до августа 2011. Још један веб-сајт, 2700chess.com, којег од маја 2011. одржава Артјом Цепотан, покрива 100 најбољих шахиста и 50 најбољих шахисткиња.
Промене рејтинга могу се ручно израчунати коришћењем ФИДЕ калкулатора за промене рејтинга. Сви врхунски играчи имају К-фактор од 10, што значи да је максимална промена оцена из једне игре увек мања од 10 поена.

## Теорија
Парна поређења чине основу методологије Ело рејтинга. Ело се позивао на радове Гуда, Дејвида, Травинског и Дејвида, и Булмана и Хубера.

### Математички детаљи
Учинак једног шахисте се не мери апсолутно; он се закључује на основу победа, пораза и нерешених резултата (ремија) против других шахиста. Рејтинг играча зависи од рејтинга њихових противника и резултата постигнутих против њих. Разлика у рејтингу између два играча одређује процену очекиваног резултата између њих. 
Очекивани резултат играча је његова вероватноћа победе плус половина његове вероватноће нерешеног резултата. Дакле, очекивани резултат од 0,75 може представљати 75% шансе за победу, 25% шансе за губитак и 0% шансе за нерешен резултат. На другој крајности, то би могло представљати 50% шансе за победу, 0% шансе за губитак и 50% шансе за нерешен резултат. Вероватноћа нерешеног резултата, за разлику од одлучујућег резултата, није наведена у Ело систему. Уместо тога, нерешен резултат се сматра пола победе и пола пораза. У пракси, пошто је права снага сваког играча непозната, очекивани резултати се израчунавају коришћењем тренутних рејтинга играча на следећи начин:
Ако играч A има рејтинг {\displaystyle \,R_{\mathsf {A}}\,} а играч B рејтинг {\displaystyle \,R_{\mathsf {B}}\,}, тачна формула (користећи логистичку криву са основом 10)  за очекивани резултат играча A је:
{\displaystyle E_{\mathsf {A}}={\frac {1}{1+10^{(R_{\mathsf {B}}-R_{\mathsf {A}})/400}}}~.}
Слично томе, очекивани резултат за играча B је:
{\displaystyle E_{\mathsf {B}}={\frac {1}{1+10^{(R_{\mathsf {A}}-R_{\mathsf {B}})/400}}}~.}
Ово би се такође могло изразити кроз:
{\displaystyle E_{\mathsf {A}}={\frac {Q_{\mathsf {A}}}{Q_{\mathsf {A}}+Q_{\mathsf {B}}}}}
и
{\displaystyle E_{\mathsf {B}}={\frac {Q_{\mathsf {B}}}{Q_{\mathsf {A}}+Q_{\mathsf {B}}}}~,}

где {\displaystyle \;Q_{\mathsf {A}}=10^{R_{\mathsf {A}}/400}\;,} и {\displaystyle \;Q_{\mathsf {B}}=10^{R_{\mathsf {B}}/400}~.} Треба напоменути да у овом другом случају исти именилац важи за оба израза и очигледно је да {\displaystyle \;E_{\mathsf {A}}+E_{\mathsf {B}}=1~.} То значи да проучавањем само бројилаца откривамо да је очекивани резултат за играча A {\displaystyle \;Q_{\mathsf {A}}/Q_{\mathsf {B}}\;} пута очекивани резултат играча B. Ово можемо постићи алгебарски одузимањем 1 од реципрочне вредности {\displaystyle E_{\mathsf {B}}} пре множења {\displaystyle E_{\mathsf {B}}}. Из тога следи да се за сваких 400 рејтинг поена предности над противником, очекивани резултат увећава десет пута у поређењу са очекиваним резултатом противника.
Када стварни резултати играча на турниру премаше очекиване резултате, Ело систем то узима као доказ да је рејтинг играча пренизак и да га треба подићи. Слично томе, када стварни резултати играча на турниру буду мањи од очекиваних резултата, рејтинг тог играча се смањује. Елов оригинални предлог, који се и даље широко користи, био је једноставно линеарно подешавање пропорционално износу за који је играч надмашио или подбацио у односу на очекивани резултат. Максимално могуће прилагођавање по партији, названо К-фактор, постављено је на {\displaystyle \;K=16\;} за шаховске мајсторе и {\displaystyle \;K=32\;} за слабије играче.
Претпоставимо да се од играча A (поново са рејтингом {\displaystyle R_{\mathsf {A}}}) очекује да освоји {\displaystyle \,E_{\mathsf {A}}\,} поене, али је заправо освојио{\displaystyle \,S_{\mathsf {A}}\,} поена. Формула за ажурирање рејтинга тог играча је:
{\displaystyle R_{\mathsf {A}}'=R_{\mathsf {A}}+K\cdot (S_{\mathsf {A}}-E_{\mathsf {A}})~.}
Ово ажурирање се може извршити након сваке партије или сваког турнира, или након било ког одговарајућег периода оцењивања.
Пример може помоћи у разјашњењу:
 Претпоставимо да играч А има рејтинг 1613 и игра у турниру од пет кола. Губи од играча са рејтингом 1609, ремизира са играчем са рејтингом 1477, побеђује играча са рејтингом 1388, побеђује играча са рејтингом 1586 и губи од играча са рејтингом 1720. Стварни резултат играча А је (0 + 0,5 + 1 + 1 + 0) = 2,5 поена. Очекивани резултат, израчунат према горњој формули, био је (0,51 + 0,69 + 0,79 + 0,54 + 0,35) = 2,88.
Стога је нови рејтинг играча А [1613 + 32·(2,5 − 2,88)] = 1601, под претпоставком да се користи К-фактор од 32. 
Имајте на уму да, иако две победе, два пораза и један реми могу изгледати као половичан резултат, то је горе него што се очекивало за играча А јер су његови противници у просеку били нижег рејтинга од њега. Стога је играч А мало кажњен. Да је играч А постигао две победе, један пораз и два ремија, за укупан резултат од три поена, то би било мало боље него што се очекивало, а нови рејтинг играча би био [1613 + 32·(3 − 2,88)] = 1617.

## Проблеми са рејтингом

### Активно играње наспрам чувања стеченог рејтинга
Систем рејтинга може обесхрабрити играче који желе да заштите стечени шаховски рејтинг. Да би се обесхрабрило да играчи престану да играју како би чували висок рејтинг, усвојен је предлог британског велемајстора Џона Нана из 2012. да се за избор квалификанта за светско првенство у шаху рачуна и бонус за активност, који би се комбиновао са рејтингом.

### Селективно упаривање
Суптилније питање је повезано са избором противника. Када играчи могу сами да бирају противнике, могу да бирају противнике код којих постоји минимални ризик од губитка и максимална награда за победу у шаховској партији. Примећена је пракса бирање противника (селективног упаривања):
- Када јачи играчи знају да могу да победе противника одређеном стратегијом;
- Бирање противника који су прецењени у рејтингу;
- Избегавање играња против јаких играча који су потцењени у рејтингу али могу имати шаховске титуле као што су међународни мајстор или велемајстор.

У категорији избора прецењених противника, нови учесници у систему рејтинга који су одиграли мање од 50 партија могу бити прецењени у свом привременом рејтингу. Овај проблем се може компензовати додељивањем нижег К-фактора искусном играчу ако победи против новог играча на ранг листи. К-фактор је заправо функција броја оцењених игара које је одиграо нови учесник.

### Инфлација и дефлација оцена
Термин „инфлација“, који се примењује на рејтинге, треба да сугерише да се ниво играчке снаге коју показује неки шахиста временом смањује; обрнуто, „дефлација“ сугерише да се ниво повећава. На пример, ако постоји инфлација, тренутни рејтинг од 2500 значи мање од најбољег рејтинга од 2500, док је је обрнуто ако постоји дефлација. Коришћење рејтинга за поређење играча између различитих епоха је отежано када је присутна инфлација или дефлација. 
Анализирајући ФИДЕ рејтинг листе током времена, Џеф Сонас сугерише да је до инфлације могло доћи око 1985. године. Сонас је посматрао најбоље оцењене играче, а не све оцењене играче, и признаје да су промене у расподели оцена могле бити узроковане повећањем стандарда игре на највишим нивоима.
Број шахиста са рејтинзима од преко 2700 се повећао. Око 1979. године постојао је само један активни играч (Анатолиј Карпов) са овако високим рејтингом. Вишванатан Ананд је 1992. био тек 8. играч у историји шаха који је у том тренутку достигао границу од 2700 Ело рејтинг поена. Овај број је скочио на 15 играча до 1994. године. 33 играча су имала рејтинг преко 2700 у 2009. години, а 44 од септембра 2012. Мање од 20 играча је икада прешло рејтинг од 2800.
Један од могућих узрока ове инфлације био је праг рејтинга, који је дуго времена био на 2200, и ако би играч пао испод овог нивоа, био би брисан са рејтинг листе. Као последица тога, играчи са нивоом вештине одмах испод минималног би били на листи рејтинга само ако су прецењени, а то би довело до тога да додају поене у свој рејтинг фонд. У јулу 2000. просечан рејтинг првих 100 шахиста на свету била је 2644. До јула 2012. просек се повећао на 2703.
Користећи снажан компјутерски шаховски програм за процену потеза одиграних у партијама између рејтингованих играча, Реган и Хаворт су анализирали партије са ФИДЕ-рејтингованих турнира. Тада су закључили да је од 1976. до 2009. било мало или нимало инфлације.
У чистом Ело систему, свака игра се завршава једнаком трансакцијом рејтинг поена. Ако победник освоји одређени број рејтинг поена, губитник ће изгубити исти број рејтинг поена. Ово спречава улазак или излазак поена из система када се игре играју и оцењују. Међутим, играчи имају тенденцију да уђу у систем као почетници са ниским рејтингом, а да се повуку из система као искусни играчи са високим рејтингом. Стога, на дужи рок, систем са строго једнаким трансакцијама тежи да резултира дефлацијом рејтинга.
Године 1995. УСЦФ је признао да неколико млађих шахиста напредује брже него што је систем рејтинга био у стању да прати. Као резултат тога, угледни играчи са стабилним рејтингом почели су да губе поене у корист млађих и потцењених играча. Неколико старијих и искусних играча било је фрустрирано због онога што су сматрали неправедним падом рејтинга, а неки су чак и напустили шах због тога.

### Борба против дефлације
Због значајне разлике у времену када се јавља инфлација и дефлација, већина имплементација Ело рејтинга има механизам за убризгавање поена у систем како би се одржали релативни рејтинзи током времена. ФИДЕ има два инфлаторна механизма. 
1. Први инфлаторни механизам не прати резултате испод „прага рејтинга“, тако да добар шахиста испод прага рејтинга може бити само неоцењен или прецењен, никада исправно оцењен.
2. Други инфлаторни механизам рангира угледне и боље играче под нижим К-фактором. Нови играчи имају K = 40, што пада на K = 20 након 30 одиграних партија, потом на K = 10 када играч достигне рејтинг од 2400.[26]

### Рејтинг компјутерских програма
Шаховски мечеви између људи и рачунара између 1997. (Deep Blue против Гарија Каспарова) и 2006. године показали су да су шаховски рачунари способни да победе чак и најбоље шахисте. Међутим, рејтинг за шаховске програме је тешко одредити због променљивих фактора као што су временска контрола и хардвер на којем програм ради. Постојање предности првог потеза у шаху постаје веома важно на рачунарском нивоу. Преко неког прага вештине, компјутерски програм који игра белим шаховски фигурама би требало да буде у стању да изнуди реми чак и против савршене игре живог шахисте као противника. То је зато што бели почиње са превеликом предношћу да би је изгубио у поређењу са малом величином грешака које може да направи. Сходно томе, такав компјутерски програм ће постићи најмање 25% чак и уз савршену игру противника. Разлике у вештини могу се уочити само ако се не крене са уобичајене почетне позиције, већ се изабере почетна позиција која је скоро изгубљена за једну страну. Због ових фактора, оцене (рејтинзи) зависе од упаривања противбника и одабраних шаховских отварања.

## Ело систем у другим употребама

### Друштвене игре
- Го: Европска Го федерација је усвојила систем рејтинга заснован на ЕЛО-у, који је првобитно увела Чешка Го федерација.
- Тавла: Први интернет сервер за тавлу (FIBS) израчунавао је рејтинг на основу модификованог Ело система. Новим играчима се додељивао рејтинг од 1500, а најбољи живи играчи и компјутерски ботови имају рејтинг од преко 2000.[28]
- Скрабл: Националне организације за скрабл израчунавају нормално дистрибуиране Ело рејтинге, осим у Уједињеном Краљевству, где се користи другачији систем.
- Упркос питањима о прикладности коришћења Ело система за рангирање играча у играма у којима је срећа фактор, произвођачи игара са картама често користе Ело рејтинг за своје организоване игре. DCI (раније Duelists' Convocation International) је користио Ело рејтинге за турнире Magic: The Gathering и Wizards of the Coast. Међутим, DCI је напустио овај систем 2012. у корист новог система „Planeswalker", углавном због раније поменуте забринутости да Ело може да охрабри високо рангиране играче да избегавају даље играње како би „заштитили свој рејтинг“.[29] [30] Покемон САД користи Ело систем за рангирање својих такмичара у организованој игри ТЦГ.[31]

### Спортови
Ело систем рејтинга се користи у шаховском делу шах-бокса. Да би неко имао право на професионални шах-бокс, мора имати Ело рејтинг од најмање 1600, као и да се борио у 50 или више мечева аматерског бокса или других борилачких вештина.
Амерички колеџ фудбал је користио Ело метод као део својих система рејтинга за Боул Чемпионшип серију од 1998. до 2013., након чега је ово такмичење замењено плеј-офом колеџ фудбала. Џеф Сагарин из часописа „USA Today“ објављивао је ранг листе тимова за већину америчких спортова, што је укључило и Ело рејтинг за Амерички колеџ фудбал. Употреба система рејтинга је укинута организовањем плеј-офа Америчког колеџ фудбала од 2014. године.
У другим спортовима,  рангирање на основу Ело алгоритма је углавном незванично и није одобрено од стране управног тела спорта. Светска фудбалска Ело листа је пример методе која се примењује на мушки фудбал. Ело рејтинг је 2006. прилагодио за тимове Главне бејзбол лиге  Нејт Силвер, тадашњи члан Бејзбол Проспектуса. На основу ове адаптације, направљене су Монте Карло симулације засноване на Ело тесту о вероватноћи да ли ће тимови ући у плеј-оф. 2014. је Beyond the Box Score сајт увео Ело систем рангирања за међународни бејзбол.
У тенису, Универзални тениски рејтинг (UTR) заснован на Ело ранг листи оцењује играче на глобалном нивоу, без обзира на године, пол или националност. То је званични систем оцењивања великих организација као што су Међуколегијална тениска асоцијација и Светски тимски тенис и често се користи у сегментима на Тениском ТВ каналу (Tenis Channel). Алгоритам анализира више од 8 милиона резултата мечева од преко 800.000 тенисера широм света. 8. маја 2018. године, Рафаел Надал — након што је освојио 46 узастопних сетова у мечевима на шљаци — имао је готово савршен Универзални тениски рејтинг на шљаци од 16,42.
У билијару, систем заснован на Ело-у, назван Фарго Рејт, користи се за рангирање играча у организованим аматерским и професионалним такмичењима.
Једна од ретких ранг листа заснованих на Ело ранг листи коју подржава неко спортско управно тело је ФИФА ранг листа за жене, заснована на поједностављеној верзији Ело алгоритма, коју ФИФА користи као свој званични систем рангирања националних тимова у женском фудбалу. Од прве ранг листе након Светског првенства у фудбалу 2018., ФИФА је такође користила Ело за своју ФИФА мушку светску ранг листу.
Нејт Силвер, главни уредник веб-сајта за статистичке коментаре FiveThirtyEight, и Рубен Фишер-Баум су 2015. израдили Ело рејтинге за сваки тим и сезону Националне кошаркашке асоцијације до сезоне 2014.  2014. је FiveThirtyEight израдио рејтинге и пројекције победа засноване на Ело-у за америчку професионалну Националну фудбалску лигу.
Енглески корфбол савез је оцењивао тимове на основу Ело рејтинга, како би одредио хендикепе (подстицаје за играче различитих нивоа вештина) за њихово куп такмичење за сезону 2011/12.
Развијена је ранг листа играча Националне хокејашке лиге заснована на ЕЛО-у. Хокејашки Ело показатељ процењује играчеву укупну двосмерну игру: постизање поена и игру у одбрани, како у ситуацијама када тимови имају једнак број играча на леду, тако и у ситуацијама када тим има играча више или мање.
Rugbyleagueratings.com користи Ело систем рејтинга за рангирање међународних и клупских тимова рагби лиге.
Hemaratings.com је покренут 2017. и користи Glicko-2 алгоритам за рангирање мачевалаца широм света у различитим категоријама као што су дуги мач, рапира, историјска сабља и мач и штитник.

### Видео игре и е-спортови
Многе видео игре користе модификоване Ело системе у такмичарском игрању. MOBA игра League of Legends је користила Ело систем рејтинга пре друге сезоне такмичарског играња. Е-спортска игра Overwatch, од спортске организације Overwatch League, користи дериват Ело система за рангирање такмичара са различитим прилагођавањима која се врше између такмичарских сезона. World of Warcraft је раније користио систем Glicko-2 за удруживање и упоређивање играча, али сада користи систем сличан Мајкрософтовом TrueSkill-у. Игра Puzzle Pirates користи Ело систем рејтинга да би одредила пласман у различитим загонеткама. Овај систем се такође користи у FIFA Mobile за режиме Division Rivals. AirMech игра такође користи Ело рејтинг за насумично/тимско подешавање мечева 1 на 1, 2 на 2 и 3 на 3. RuneScape 3 је користио Ело систем у поновном издању мини-игре Bounty Hunter из 2016. Mechwarrior Online је увео Ело систем за свој нови режим „Ред чекања“ (2017). Age of Empires II DE и Age of Empires III DE користе Ело систем за своју табелу и подешавање тимова, а нови играчи почињу од Ело нивоа 1000. Такмичарски класични Тетрис (Тетрис се игра на Нинтендо Ентертејнмент Систему) добија своје рејтинге користећи комбинацију личних најбољих резултата играча и високо модификованог Ело система.
Мало видео игара користи оригинални Ело систем рејтинга. Према Lichess-у, онлајн шаховском серверу, Ело систем је застарео, па Глико-2 сада користе многе шаховске организације. PlayerUnknown's Battlegrounds је једна од ретких видео игара која користи првобитни Ело систем. У Guild Wars-у, Ело рејтинг се користи за бележење рејтинга. 1998. је покренута онлајн игрица под називом Clanbase, која је користила Ело систем бодовања за рангирање тимова. Почетна К-вредност је била 30, али је промењена на 5 у јануару 2007., а затим на 15 у јулу 2009. Сајт је престао да ради 2013. Сличан алтернативни сајт је покренут 2016. под називом Scrimbase, који је такође користио Ело систем бодовања за рангирање тимова. Од 2005. Golden Tee Live рангира играче на основу Ело система. Нови играчи почињу са нивоа 2100, а најбољи играчи имају рејтинг од преко 3000.

### Остала употреба
Ело систем рејтинга се користи у мекој биометрији, која се односи на идентификацију појединаца коришћењем људских описа. Упоредни описи су коришћени заједно са Ело системом оцењивања како би се обезбедила робусна и дискриминативна „релативна мерења“ у циљу омогућавања тачне идентификације појединаца.
Ело систем се такође користи у биологији за процену хијерархија доминације мужјака, и у аутоматизацији компјутерског програма за инспекцију тканина.
Онлајн сајтови за такмичарско програмирање такође користе Ело систем рејтинга. На пример, Топкодер користи модификовану верзију засновану на нормалној дистрибуцији, док Codeforces користи другу верзију засновану на логистичкој дистрибуцији.  
Ело систем рангирања је такође примењен у апликацијама за упознавање, као што је апликација Тиндер.
Јутјубер Маркез Браунли и његов тим користили су Ело систем рејтинга када су претплатницима дозволили да гласају између дигиталних фотографија снимљених различитим моделима паметних телефона који су лансирани 2022.
Систем Ело је такође коришћен у рангирању колеџа у САД.  
Ело систем Рејтинга је такође усвојен за процену вештачке интелигенције. Антропик је 2021. користио Ело систем за рангирање модела вештачке интелигенције у свом истраживању. Табела лидера LMSYS је накратко користила Elo систем оцењивања за рангирање модела вештачке интелигенције пре него што је прешла на Бредли-Тери модел.